# The Boppers
The Boppers är en svensk musikgrupp bildad 1977, som slog igenom med coverversioner av 1950- och 1960-talslåtar, framför allt doo wop-musik. Gruppen bildades i Hässelby av Ingemar Wallén, Ville Wallén, Peter Jezewski, Michel Jezewski, Mats Lagerwall och Lasse Westerberg. Många medlemmar har kommit och gått genom åren, bland andra Kingen som fortfarande gör gästspel i gruppen. De är kanske mest kända för sin cover av The Spaniels låt "Goodnight, Sweetheart, Goodnight".

## De tidiga åren
Gruppen bildades av två brödrapar, Michel och Peter Jezewski (då 22 respektive 20 år) och Ville och Ingemar Wallén (då 19 respektive 22 år), samt deras vänner Mats Lagerwall (då 20 år) och Lasse Westerberg (då 18 år). De fick snart ett stort antal spelningar, från premiären på Ekstubbens motorgård i Flaten, sydost om Stockholm via ett antal spelningar i bland annat Uppsala och Sundsvall. Debutskivan Number 1 (1978) blev en av de mest sålda skivorna i Sverige genom tiderna (450 000 exemplar), kanske för att den red på 1950-talsstilens framgångar med filmen Sista natten med gänget och tv-serien Gänget och jag.
De följde upp debutskivan med en skiva om året de närmaste åren. Samtidigt slimmades gruppen och fick sin standarduppsättning i Ingemar Wallén (sång, gitarr), Mats Lagerwall (sång, gitarr), Peter Jezewski (sång, bas) och Ville Wallén (sång, trummor).

## Framgångarna och frånvaron
Redan från det andra albumet började The Boppers att turnera runt om i världen. Deras album släpptes till och med på spanska. De hade flera listettor i Japan, och ett av deras album (Live 'n' roll, 1981) är inspelat live där. De spelade med Suzi Quatro. Snart hoppade Wille Wallén av och ersattes av Kenneth Björnlundh (som har medverkat hela tiden fram till idag.)
Gruppens popularitet avtog i mitten på 1980-talet. Skivan Black Label, som kom 1983, sålde till exempel inte så bra. Peter Jezewski försökte sig på en solokarriär i mitten av 1980-talet, men framgången kom aldrig.

## Återkomsten
Återkomsten till rampljuset var till stor del Jerry Williams förtjänst. The Boppers körade under hela Williams succékonsert på Hamburger Börs, och följde med honom på hans Sverigeturné i slutet av 1980-talet. Bandet gjorde ett nytt skivavtal med Sonet och fick genom några nya låtskrivare (Alexander Bard, Ola Håkansson och Tim Norell) en hit 1991 med låten "Jeannie's Coming Back" och har efter det släppt flera skivor. Det sista albumet (Great Kicks) släpptes 2017 på Warner Music.
1993 lämnade Peter Jezewski bandet strax efter att albumet Tempted släppts, för att återigen satsa på en solokarriär.
2001 fick The Boppers en oväntad samarbetspartner i Markoolio som de träffat på en turné. De spelade in låten "Rocka på" tillsammans, och fick sin första stora hit sen "Jeannie's Coming Back". Med hjälp av Markoolios mer ungdomliga publik fick gruppen fler skivköpare och en ny framgångsvåg.
År 2002 återförenades alla originalmedlemmarna, Ville Wallén, Mats Lagerwall, Ingmar Wallén, Peter Jezewski och Lasse Westerberg, i TV-programmet Bingolotto. Hösten 2003 spelade The Boppers i showen Jerka på Stora Teatern i Göteborg tillsammans med Jerry Williams.
Trumslagaren Ville Wallén avled 26 november 2003.

## Diskografi
Studio- och livealbum
- 1978 – Number 1
- 1979 – Keep on Boppin'
- 1980 – Fan-Pix
- 1981 – Special Selection
- 1982 – News
- 1982 – High Fidelity
- 1981 - Live 'n' Roll (Live in Tokyo 1981) (inspelad 1981, men släppt något år senare)
- 1983 – Black Label
- 1991 – The Boppers
- 1991 – Gonna Find My Angel (singel)
- 1992 – Unplugged Favorites (inspelad live i Sverige)
- 1993 – Tempted
- 1997 – Back on track
- 2000 – På andra sidan stan
- 2004 – Happy Birthday - 50 Years of Rock'n'Roll (med bland andra Jerry Williams, Pugh Rogefeldt, och Mikael Rickfors)
- 2006 – Jingle Bell Rock
- 2007 - 30
- 2008 - 30 Years'n Almost Grown (DVD inspelad under en utomhuskonsert i Västerås sommaren 2007. Även släppt som album på nätet.)
- 2009 - Vibrations
- 2012 – At the Hop! / Live at Akkurat
- 2017 - Great Kicks
- 2022 - White Lightning

Maxi-singel som del av gruppen The Sylvesters
- 1990 - "A Happy, Happy Year For Us All"

Gruppen har dessutom körat på mängder av skivor och andra framträdanden.